# Paul Constantin Pepene
Paul Constantin Pepene, né le 21 mai 1988 à Brașov, est un fondeur roumain.

## Biographie
Pepene, membre du club du Dinamo Bucarest, apparaît au niveau international en 2005 au Festival olympique de la jeunesse européenne. Son premier rendez-vous majeur a lieu en 2009 avec les Championnats du monde à Liberec.
En 2010, à la suite d'une victoire dans la Coupe OPA à Alta Badia, il devient champion du monde des moins de 23 ans sur la poursuite 30 kilomètres. Il participe dans la foulée aux Jeux olympiques de Vancouver, où il est 37e du quinze kilomètres libre, 29e du skiathlon et 17e du sprint par équipes.
En 2011, il fait ses débuts en Coupe du monde. En janvier 2013, il inscrit son premier point pour le classement général avec une trentième place sur le skiathlon de Sotchi. Un an plus tard au même lieu, il court aux Jeux olympiques, se classant 65e du sprint, 62e du quinze kilomètres, 47e du skiathlon et 18e du sprint par équipes.
Il enregistre son meilleur classement en Coupe du monde en 2016 et son meilleur résultat individuel sur une étape du Tour de ski, avec une neuvième place sur la montée finale.
Aux Jeux olympiques d'hiver de 2018 à Pyeongchang, son meilleur résultat individuel est 24e du skiathlon.
Il est choisi comme porte-drapeau lors de la cérémonie d'ouverture des Jeux olympiques d'hiver de 2022.

## Palmarès

### Jeux olympiques
| Épreuve / Édition   | Sprint                           | Sprint                           | 15 km                            | 15 km                            | Skiathlon 2 × 15 km | 50 km | Relais | Relais    |
| Épreuve / Édition   | libre                            | classique                        | libre                            | classique                        | Skiathlon 2 × 15 km | 50 km | Sprint | 4 × 10 km |
| JO 2010 Vancouver   | Épreuve inexistante à cette date | —                                | 37e                              | Épreuve inexistante à cette date | 29e                 | —     | 17e    | —         |
| JO 2014 Sotchi      | 65e                              | Épreuve inexistante à cette date | Épreuve inexistante à cette date | 62e                              | 47e                 | —     | 18e    | —         |
| JO 2018 Pyeongchang | Épreuve inexistante à cette date | -                                | 35e                              | Épreuve inexistante à cette date | 24e                 | 30e   | 15e    | —         |

Légende :
- : pas d'épreuve
- — : Non disputée par Paul Constantin Pepene

### Championnats du monde
| Épreuve / Édition           | Sprint                           | Sprint                           | 15 km                            | 15 km                            | Poursuite (skiathlon) 2 × 15 km | 50 km | Relais | Relais    |
| Épreuve / Édition           | libre                            | classique                        | libre                            | classique                        | Poursuite (skiathlon) 2 × 15 km | 50 km | Sprint | 4 × 10 km |
| Mondiaux 2009 Liberec       | 79e                              | Épreuve inexistante à cette date | Épreuve inexistante à cette date | 64e                              | 55e                             | —     | —      | —         |
| Mondiaux 2011 Oslo          | 59e                              | Épreuve inexistante à cette date | Épreuve inexistante à cette date | 45e                              | 35e                             | —     | —      | —         |
| Mondiaux 2013 val di Fiemme | Épreuve inexistante à cette date | 67e                              | 56e                              | Épreuve inexistante à cette date | 41e                             | —     | 18e    | —         |
| Mondiaux 2015 Falun         | Épreuve inexistante à cette date | 52e                              | 40e                              | Épreuve inexistante à cette date | 33e                             | —     | 17e    | —         |
| Mondiaux 2017 Lahti         | 52e                              | Épreuve inexistante à cette date | Épreuve inexistante à cette date | -                                | 41e                             | 29e   | —      | 14e       |
| Mondiaux 2019 Seefeld       | -                                | Épreuve inexistante à cette date | Épreuve inexistante à cette date | 41e                              | 40e                             | —     | —      | —         |
| Mondiaux 2021 Oberstdorf    | Épreuve inexistante à cette date | 68e                              | 36e                              | Épreuve inexistante à cette date | 49e                             | —     | -      | —         |

Légende :
- : pas d'épreuve
- — : Non disputée par Paul Constantin Pepene

### Coupe du monde
- Meilleur classement général : 81e en 2016.
- Meilleur résultat en épreuve individuelle : 9e sur une étape du Tour de ski.

#### Classements en Coupe du monde
| Année     | Classement général final | Classement distance | Classement sprint |
| 2012-2013 | 167e                     | 104e                |                   |
| 2013-2014 | 154e                     | 98e                 |                   |
| 2015-2016 | 81e                      | 47e                 |                   |
| 2016-2017 | 101e                     | 66e                 |                   |
| 2012-2018 | 127e                     | 84e                 |                   |
| 2020-2020 | 100e                     | 72e                 |                   |

### Championnats du monde des moins de 23 ans
- Médaille d'or sur la poursuite en 2010 à Hinterzarten.

### Coupe OPA
- 2 podiums, dont 1 victoire.